# スパイク・ヒューバー
スパイク・ヒューバー（Spike Huber、本名：Michael James Huber、1955年12月17日 - ）は、アメリカ合衆国の元プロレスラー、ボディビルダー。インディアナ州インディアナポリス出身。
ディック・ザ・ブルーザーことウィリアム・アフィルスの娘婿として知られる（ウィリアム・アフィルスの娘である妻のミシェルとは一度離婚しているが、後に再婚した）。

## 来歴
1975年、地元インディアナポリスのWWAにてデビュー。ベビーフェイスの新鋭として、1977年にはWWAのプロモーターでもあったディック "ザ・ブルーザー" アフィルスやウイルバー・スナイダーといったトップ選手のパートナーに起用され、イワン・コロフやイゴール・ボルコフ、バリアント・ブラザーズなどベテランのヒール勢と対戦してキャリアを積んだ。
ハイスクール時代の恋人でもあったブルーザーの娘ミシェル・アフィルスとも結婚し、1979年10月7日にはブルーザーとのコンビでロジャー・カービー&ポール・クリスティからWWA世界タッグ王座を奪取した。なお、この王座戦は当初はクラッシャー・リソワスキーがブルーザーと組んで王者組に挑戦するはずだったが、試合前の乱闘でクラッシャーが出血多量のため出場不能となり、代打としてブルーザーがヒューバーを指名したという。
1980年6月、当時WWAと接点を持っていた国際プロレスの『ビッグ・サマー・シリーズ』に初来日。ランディ・タイラーやジェイク・ロバーツなど同年代の若い選手が中心となったシリーズにおいて、向こうっ気の強さを前面に出した活きのいいファイトを展開、シリーズ最終戦（7月25日、札幌中島スポーツセンター）ではジプシー・ジョーを参謀格に、ロッキー・ブリューワーと組んでアニマル浜口&マイティ井上のIWA世界タッグ王座に金網デスマッチで挑戦した。王座奪取は果たせなかったものの、ブルーザー仕込みのラフファイトで王者チームを大流血に追い込んでいる。
帰国後の1980年8月16日、スナイダーと組んでカービー&ジェリー・バリアントを下し、WWA世界タッグ王座に返り咲く。シカゴのインターナショナル・アンフィシアターで定期的に開催されていたWWAとAWAの合同興行では、ジェシー・ベンチュラ、ケン・パテラ、ジェリー・ブラックウェルといったAWAのヒールとも対戦。1981年3月14日にはグレッグ・ガニア&ジム・ブランゼルのハイ・フライヤーズとトリオを組み、ヒーナン・ファミリーのニック・ボックウィンクル、レイ・スティーブンス、ボビー・ヒーナンから勝利を収めた。1982年はリック・マーテル&ティト・サンタナ（後のストライク・フォース）やブラッド・レイガンズとのベビーフェイス対決も行われている。
NWAの総本山だったセントルイスのキール・オーディトリアムにも再三出場しており、1981年1月23日の興行ではブルーザーとのコンビでオックス・ベーカー&バズ・タイラーに勝利。1983年7月22日には、ブルーザー・ブロディ、ボブ・スウィータン、トニー・アトラス、ランディ・サベージ、ニコライ・ボルコフ、プロフェッサー・タナカ、タリー・ブランチャード、スウィート・ブラウン・シュガー、ボビー・ジャガーズ、ビクター・リベラ、ドミニク・デヌーチ、スコット・ケーシー、タイガー・コンウェイ・ジュニア、ムース・ショーラック、ロベルト・ソト、ハンス・シュローダーら22選手が参加したバトルロイヤルにて優勝を飾った（同日はブロディと組んでボルコフ&タナカとのタッグマッチにも出場）。
1984年1月7日にはボビー・コルトを破りWWA世界ヘビー級王者となったが、ミシェルと離婚したことによりWWAを追われ、ビンス・マクマホン・ジュニアの新体制下で同年より全米侵攻を開始したWWFに参戦。かつての主戦場だったシカゴやセントルイスなど中西部での興行を中心に出場し、キール・オーディトリアムでは5月5日にポール・オーンドーフと対戦。7月20日にはブライアン・ブレアーと組み、ディック・マードック&アドリアン・アドニスのWWF世界タッグ王座に挑戦している。ロディ・パイパーのインタビュー・コーナー『パイパーズ・ピット』にも出演したが、レギュラー契約が交わされることはなく、その後しばらくはブルーザーの圧力により活動の場を失うこととなった。
1987年、テキサス州ダラスのWCWAにて3年ぶりにプロレス界に復帰。ヘルメットを被った建設労働者ギミックのベビーフェイスとして、WWA時代からの盟友ブロディとも再びタッグを組み、5月3日にテキサス・スタジアムで行われたフォン・エリック・ファミリーのメモリアル・イベントではアブドーラ・ザ・ブッチャー&イーライ・ジ・イリミネーター（ジョン・リッチモンド）と対戦した。
1988年11月4日には、同年7月17日に死去したブルーザー・ブロディ追悼興行のワンナイト・トーナメントに出場し、優勝を果たす。1989年はテネシー州メンフィスのUSWAで活動、ダッチ・マンテル、マスター・オブ・ペイン、ジェリー・ローラー、ビル・ダンディー、ロックンロール・エクスプレス、ダスティン・ローデスなどと対戦したが、その後メジャー団体に進出することはなかった。
以降はリングから離れるも、1994年にUSWAにて一時的に復帰し、ヒールのポジションでシッド・ビシャスともタッグを結成。8月8日のミッドサウス・コロシアムでのイベントではローラー&キングコング・バンディのチームと対戦した。
ミシェルとは離婚から15年後に復縁して再婚し、USWAでの主戦場だったメンフィスに居住。プロレス引退後はアスレチック・トレーナーに転身し、近年はボディビルダーとしても活動している。

## 得意技
- リバース・バック・スラム[3]
- ドロップキック[9]
- アトミック・ドロップ[9]
- エルボー・ドロップ
- レッグ・ドロップ
- シュミット式バックブリーカー

## 獲得タイトル
ワールド・レスリング・アソシエーション
- WWA世界ヘビー級王座：1回[15]
- WWA世界タッグ王座：5回（w / ディック・ザ・ブルーザー、ウイルバー・スナイダー×2、スティーブ・リーガル×2）[8]

その他
- イリノイ・ヘビー級王座：1回[2]